# Friedrich Hegar
Friedrich Hegar  (Basilea (Suïssa), 11 d'octubre de 1841 - Zúric, 2 de juny de 1927) fou un compositor i mestre concertista suís.
Prengué música en el Conservatori de Leipzig; després fou mestre concertista de la capella Bilse de Berlín, i més tard, després d'una breu estança a Baden-Baden i París, director musical de Gebweiler.
Des de 1863 treballà a Zuric, primer com a mestre concertista; director des de 1865 de l'orquestra Tonhalle i el 1876 de l'Escola de Música fundada per ell mateix, en la que entre d'altres alumnes va tenir a Hans Weisbach i, en la qual fou succeït l'any 1900 pel seu compatriota Hermann Suter.
Entre les seves composicions destaquen alguns cors per a homes (Schlajwandel, Totenvolk) i l'oratori Manasse que es distingeixen per la seva correcció i habilitat de l'escriptura i el caràcter expressiu de la música.
També se li deu un Concert per a violí, una obertura per a orquestra, obres per a cors i orquestra i d'altres moltes.